# Hallerbachtalbrücke
Die Hallerbachtalbrücke ist eine Eisenbahn-Brücke beim Streckenkilometer 50 der Schnellfahrstrecke Köln–Rhein/Main. Sie überquert das Tal des Hallerbaches bei Neustadt (Wied).

## Überblick

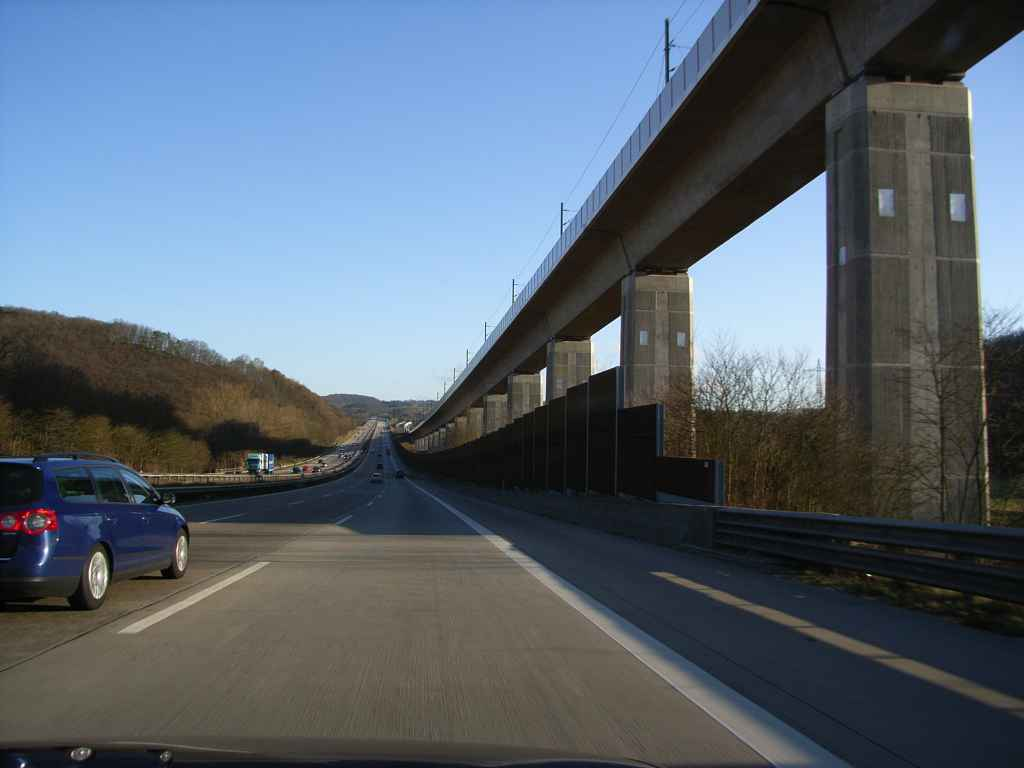
Die Brücke von der A3 in Fahrtrichtung Frankfurt betrachtet

Mit einer Länge von 992 Metern ist sie die längste von 18 größeren Brückenbauwerken der Neubaustrecke, die insgesamt 2,9 Prozent der Gesamtstrecke ausmachen. Die Strecke steigt im Bereich der Hallerbachtalbrücke in Richtung Köln um bis zu 40 Promille; sie ist Teil einer mehrere Kilometer langen Steigung um insgesamt 170 Höhenmeter. Das Überführungsbauwerk liegt dabei in maximal 33 Meter Höhe über Talgrund sowie bis zu 24 Meter über dem Niveau der unmittelbar östlich parallel verlaufenden Bundesautobahn 3. Die Hallerbachtalbrücke gehört damit zu den Eisenbahnbrücken Deutschlands mit der größten Längsneigung. Die Stützweiten der 25-feldrigen Balkenbrücke liegen bei 40 Meter, nur die Endfelder haben 32 Meter bzw. 38 Meter Spannweite.
Die minimale Längsneigung liegt bei einem Prozent.
Die Brücke nimmt zwei Gleise auf einer Festen Fahrbahn der Bauart Walter-Heilit mit Zweiblockschwellen auf, die mit 300 km/h planmäßig befahren werden können. Südlich des Bauwerks schließt sich, nach einem kurzen Erdbauabschnitt, mit der Wiedtalbrücke mit 54 Metern die höchste Brücke der Strecke in einer engen Kurve an. Nördlich folgt der Günterscheidtunnel.

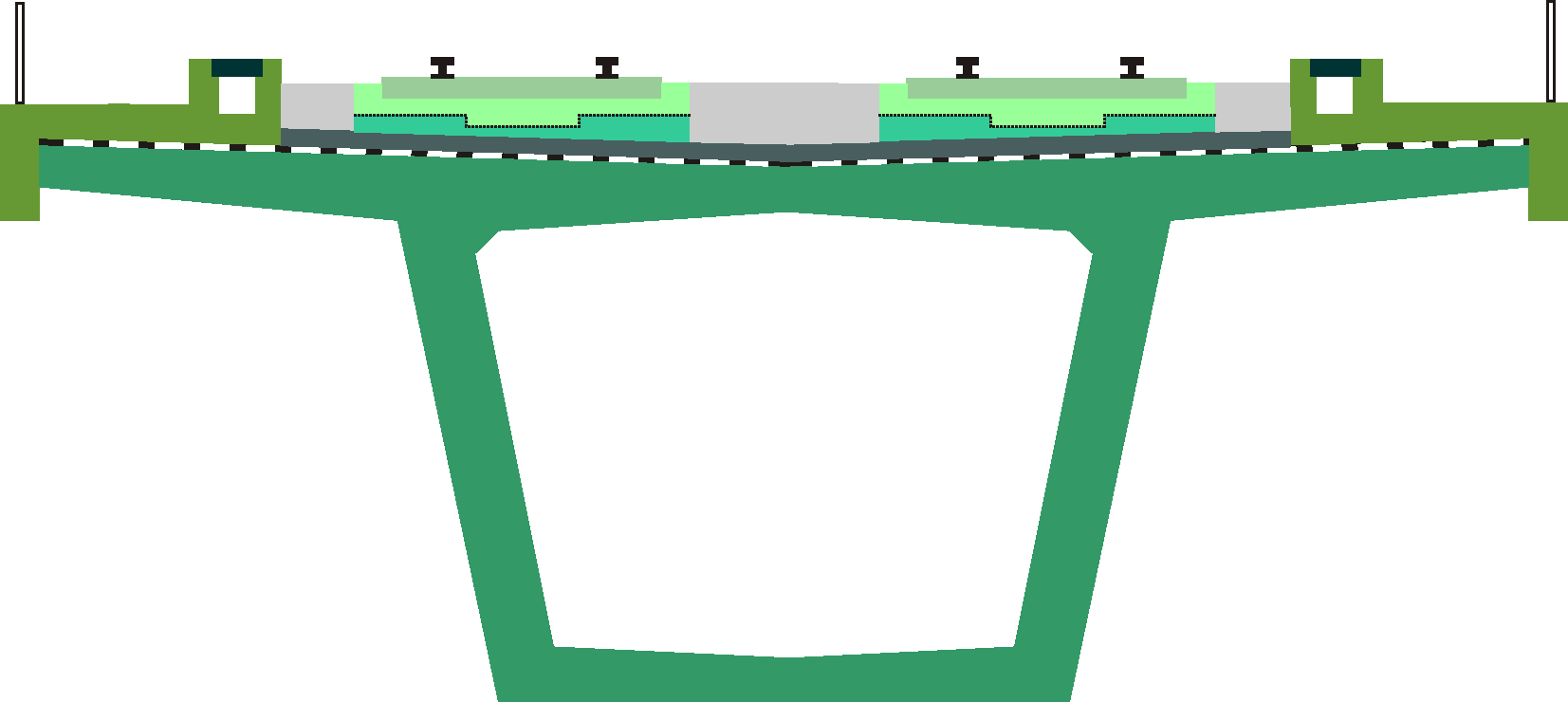
Querschnitt Überbau

Obwohl die Brücke aufgrund des hohen Überbaus und der engen Pfeilerabstände oft als negatives Beispiel für Brückenbauästhetik angeführt wird, wurden viele Bilder für die Werbung der Schnellfahrstrecke und des Hochgeschwindigkeitsverkehrs vom oberen Bereich der Brücke mit Blick Richtung Süden aufgenommen.
Auf Grund von Problemen mit der Standsicherheit der Lärmschutzwände war die Fahrgeschwindigkeit im Bereich der Brücke für mehrere Monate im ersten Halbjahr 2006 auf 230 km/h, zeitweise auch 200 km/h oder nur 160 km/h, heruntergesetzt.

## Geschichte

### Planung
Bereits Ende 1995 lag die geplante Länge des Bauwerks bei den später realisierten 992 m.

### Bau
Die Bauarbeiten begannen im Oktober 1998.
Das Bauwerk wurde mit einer 196 t schweren Vorschubrüstung hergestellt. Insgesamt 17.320 m³ Beton, 2.500 t Beton- und 430 t Spannstahl wurden für den Bau benötigt (andere Quelle: 14.000 m³ Beton, 7000 t Schlaff- sowie 360 t Spannstahl). Allein für den Überbau wurden 10.250 m³ (26.600 Tonnen) Beton benötigt. Nach 20 Monaten Bauzeit war die Hallerbachtalbrücke im September 2000 fertig gestellt. Der Überbau war im Mai 2000 fertig gestellt worden, die Montage von Oberleitungsmasten und Schallschutzwänden folgte im Herbst gleichen Jahres.
20 der 24 Pfeiler sind auf je neun Großbohrpfählen von 1,50 m Durchmesser gegründet. Die übrigen Pfeiler sowie die Widerlager wurden flach gegründet.
Mitte 2001 waren die Bauarbeiten auf der Brücke größtenteils abgeschlossen. Schallschutzwände und Oberleitungsmasten waren installiert, die Einrichtung der Fahrleitung stand noch aus.

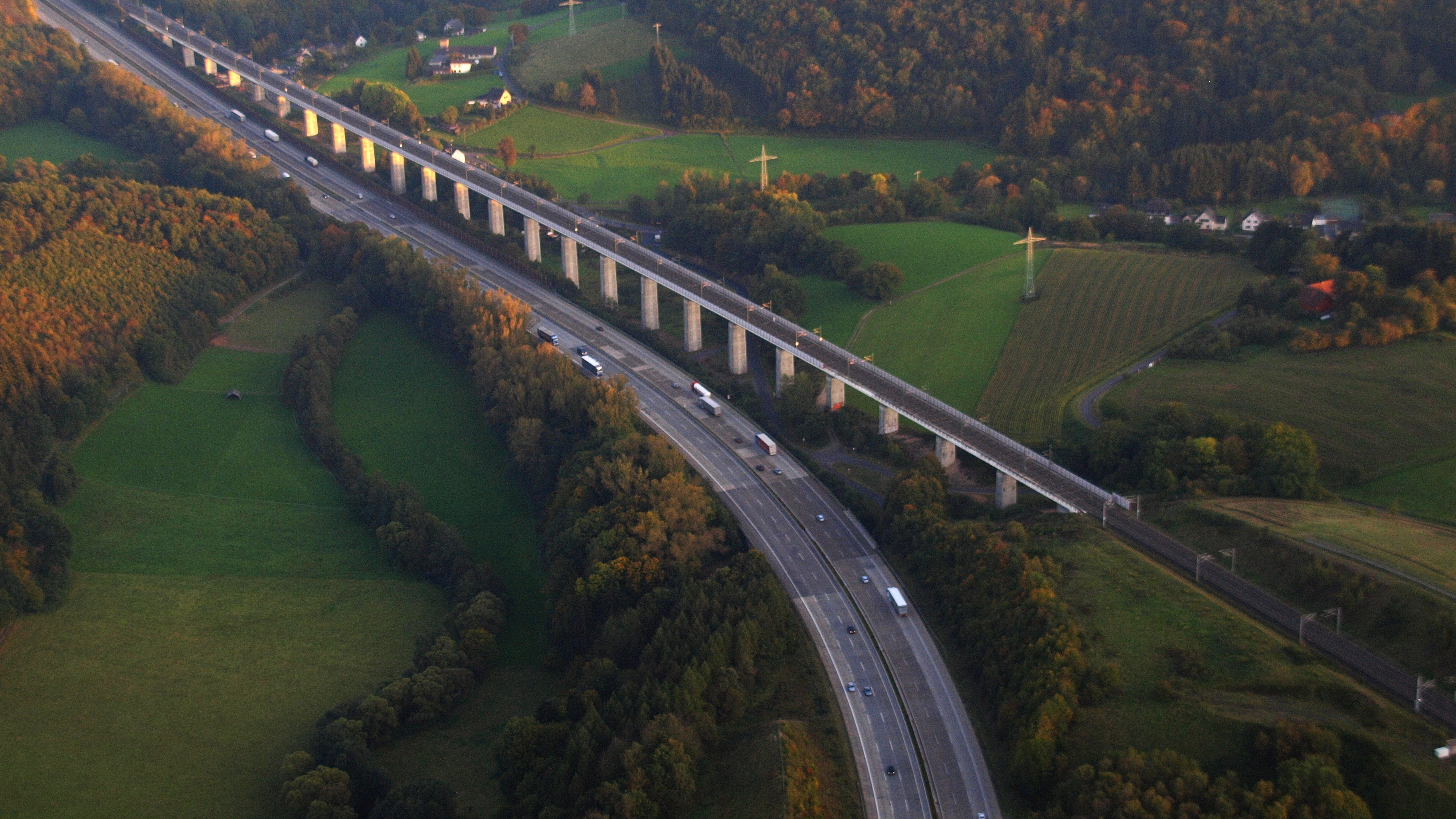
Hallerbachtalbrücke aus nördlicher Richtung, Luftbild 2011

## Fahrerlebnis

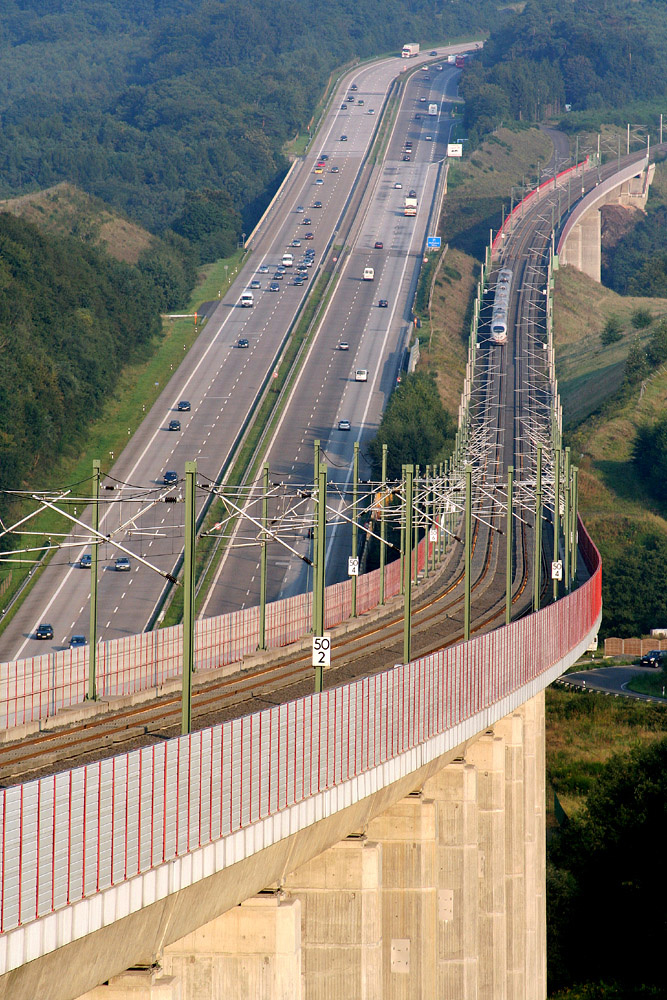
Ein ICE 3 kurz vor der Hallerbachtalbrücke. Dahinter in der Rechtskurve ist die Wiedtalbrücke zu sehen.

Der Bereich um die Hallerbachtalbrücke gilt unter Eisenbahnfreunden als ein Höhepunkt der Neubaustrecke. Die rasche Aufeinanderfolge von Tunneln, Brücken und Kurven sowie Gefälle und Steigungen bis zu 40 ‰ bei 300 km/h parallel zur sechsstreifigen Autobahn wird als besonderes Fahrerlebnis empfunden und scherzhaft auch als die schnellste Achterbahn der Welt bezeichnet.
Aus Richtung Köln können die ICE 3 bei voller Leistung im etwa fünf Kilometer langen Gefälle im Bereich vor der Brücke erstmals die Streckenhöchstgeschwindigkeit von 300 km/h erreichen. Dabei wird innerhalb weniger Sekunden von maximaler Beschleunigung in ein dosiertes Bremsen übergegangen, um im Gefälle die Streckenhöchstgeschwindigkeit nicht zu überschreiten. Kurz darauf wird im Anstieg der Wiedtalbrücke in einer Rechtskurve wieder die volle Antriebsleistung benötigt, um die Geschwindigkeit zu stabilisieren. Währenddessen wird der Straßenverkehr auf der tiefer liegenden Autobahn regelmäßig überholt.
In Gegenrichtung bremst der Anstieg die Züge von 300 km/h ab, die Höchstgeschwindigkeit wird hier oftmals zum letzten Mal vor dem nächsten Halt in Siegburg/Bonn bzw. Köln erreicht.